# Кейкиев, Байгельда
Байгельда Кейкиев (1897, аул Кенестюбе — 1989, аул Кенестюбе, Джамбулская область, Казахская ССР) — председатель колхоза «Кенес-Тюбе» Таласского района Джамбулской области, Казахская ССР. Герой Социалистического Труда (1948).

## Биография
Происходит из рода Шымыр племени дулат.
Родился в 1897 году в крестьянской семье в ауле Кенестюбе (на территории современного Таласского района). С раннего возраста трудился в сельском хозяйстве. В 1930 году вступил в сельскохозяйственную артель, которая позднее была преобразована в колхоз «Кенес-Тюбе» Таласского района. Трудился бригадиром хлопководческой бригады. В 1933 году избран председателем этого же колхоза.
Вывел колхоз в число передовых сельскохозяйственных предприятий Таласского района. Принял хозяйство, в котором в 1930 году насчитывалось 220 голов мелкого скота, 45 лошадей и 22 коровы. В 1947 году численность овец и коз возросла до 11 тысяч голов, коров — 540 голов, колхозный табун насчитывал 900 лошадей. В 1947 году колхоз получил 122 ягнёнка от каждой сотни овцематок, по одному телёнку от 104 коров, 145 жеребят от 145 кобыл. От каждой овцы было получено три килограмма шерсти. Прирост поголовья мелкого скота составил 32 %, лошадей — 38 %. Указом Президиума Верховного Совета СССР от 23 июля 1948 года удостоен звания Героя Социалистического Труда за «получение высокой продуктивности животноводства в 1947 году» с вручением ордена Ленина и золотой медали «Серп и Молот» (№ 2509).
Этим же Указом званием Героя Социалистического Труда были награждены труженики колхоза «Кенес-Тюбе» Талсского района: заведующие фермами Куртибай Джанбосынов, Науат Егембердиева, заведующий коневодством Шинтас Тлебаев, старшие табунщики Нуртай Бейсалиев, Тастемир Дауренбеков и старший чабан Рыскулбек Тургимбаев.
Этим же указом званием Героя Социалистического Труда были награждены первый секретарь Таласского райкома партии Мамбет Смагулов, председатель Таласского райисполкома Абдижапар Досумбаев, заведующий районным отделом сельского хозяйства Нагашбек Арапов, председатель колхоза имени Чкалова Байкошкар Мусиралиев и 25 животноводов различных колхозов Таласского района.
С осени 1950 года после укрупнения четырёх колхозов был заместителем председателя объединённого колхоза «Кзыл Октябрь». В последующие годы возглавлял отдел отгонного животноводства в этом же колхозе.
После выхода на пенсию в 1969 году проживал в родном ауле Кенестюбе Таласского района. Умер в 1989 году.
Награды
- Герой Социалистического Труда
- Орден Ленина
- Медаль «За трудовую доблесть» (16.11.1945)